# Čuginadak
Čuginadak (anglicky Chuginadak Island, rusky Чугинадак, aleutsky Tanax̂ Angunax̂) je druhý největší ostrov ze skupiny Ostrovů čtyř hor, které jsou součástí Aleutských ostrovů. Administrativně je součástí amerického státu Aljaška. Není zde žádná stálá populace.

## Etymologie
Název Čuginadak poprvé použil ruský kapitán Michail Dmitrijevič Tebenkov, který prozkoumal a zmapoval Aleutské ostrovy a v roce 1852 vydal Atlas Severozápadního pobřeží Ameriky: Od Beringova průlivu po Cape Corrients a k Aleutským ostrovům. Tebenkov vytvořil jméno převzetím slova "čugida-lix" z aleutštiny, kdy domorodci západní část ostrova označovali Čuginadax. V aleutštině to znamená smažit nebo prskat, což se vztahuje k erupcím sopky na ostrově.

## Geografie
Ostrov má rozlohu 167 km². Dosahuje délky 23 km a šířky 9,7 km. Nejvyšší bod je 1730 m nad mořem. Na Čuginadaku se nachází stratovulkán Mount Cleveland, který zabírá téměř polovinu ostrova a je jednou z nejaktivnějších sopek na světě. Úzký pruh země odděluje sopku od nižší východní části ostrova. Na ostrově se kromě Mount Clevelandu nachází také stratovulkán Mount Tana (1170 m n. m.). Jediným větším geografickým místem je 4 km dlouhý záliv Applegate na severním pobřeží, který byl pojmenován po Samuelu Applegatovi, který velel škuneru Nellie Juan během průzkumu oblasti v 80. letech 19. století.
Ostrov je místy pokryt vegetací tundry, mechy a lišejníky. Podnebí Čuginadaku je charakterizováno jako chladné přímořské, často zde jsou mlhy a vydatné srážky.

## Galerie

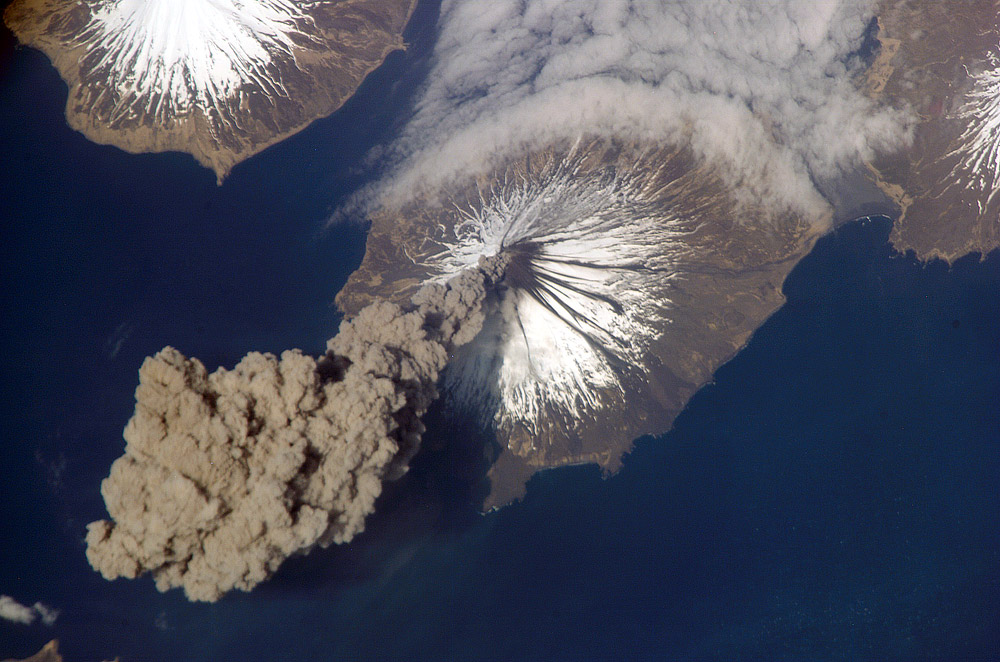
Výbuch sopky Mount Cleveland (2006)
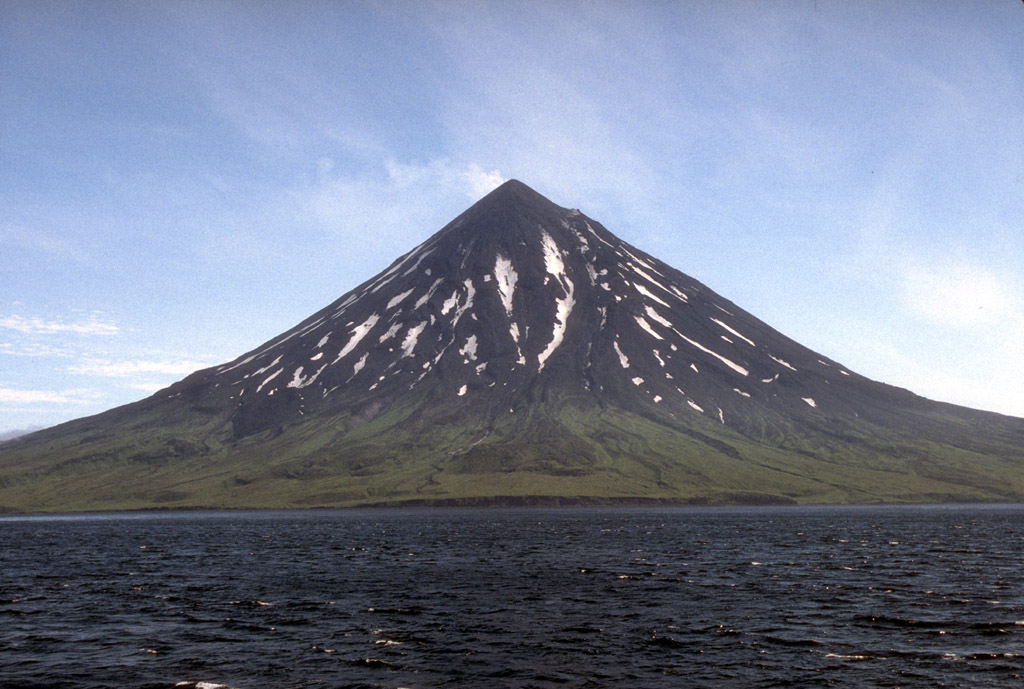
Sopka Mount Cleveland (1994)
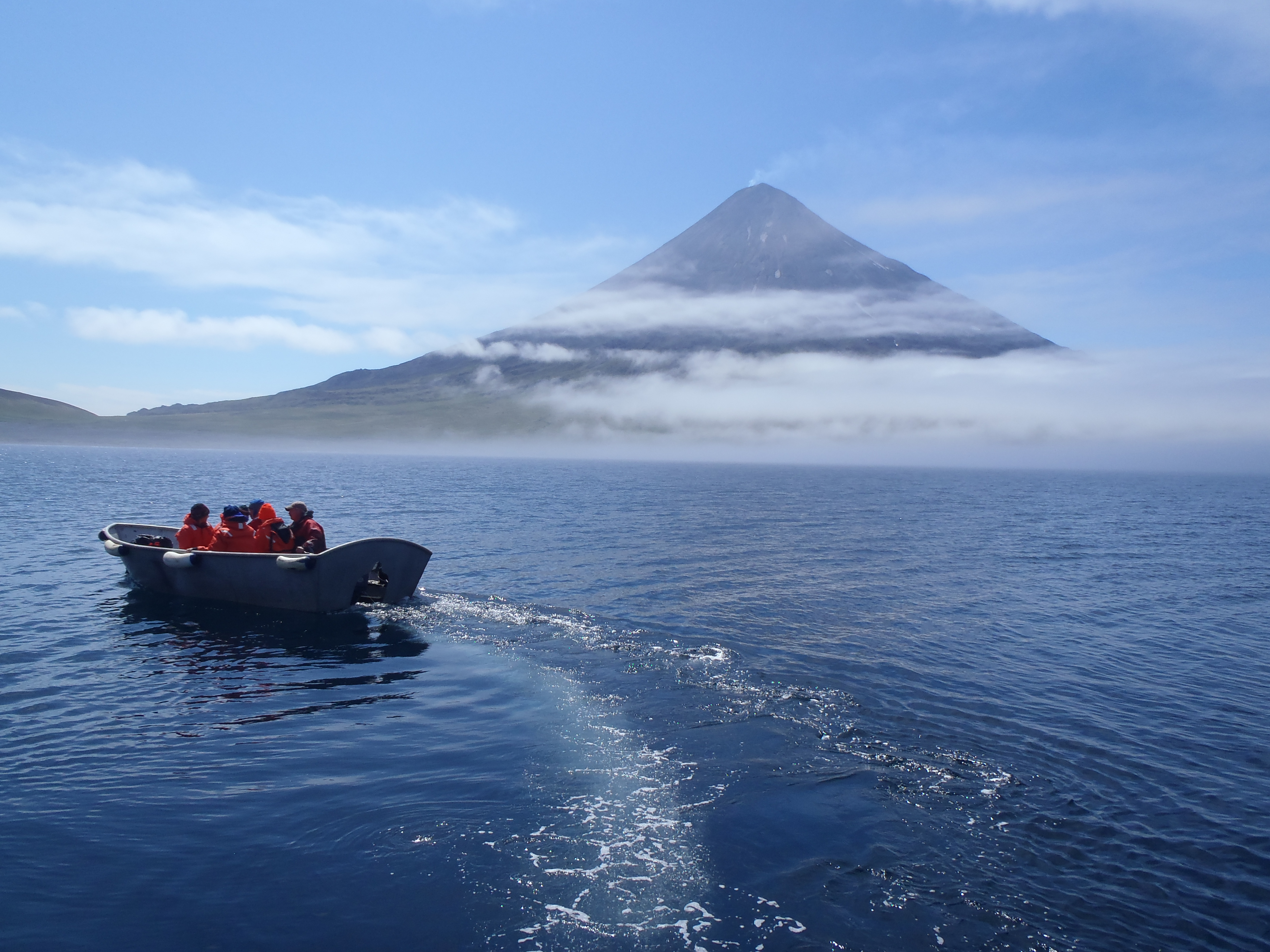
Pohled na Čuginadak od moře (2014)
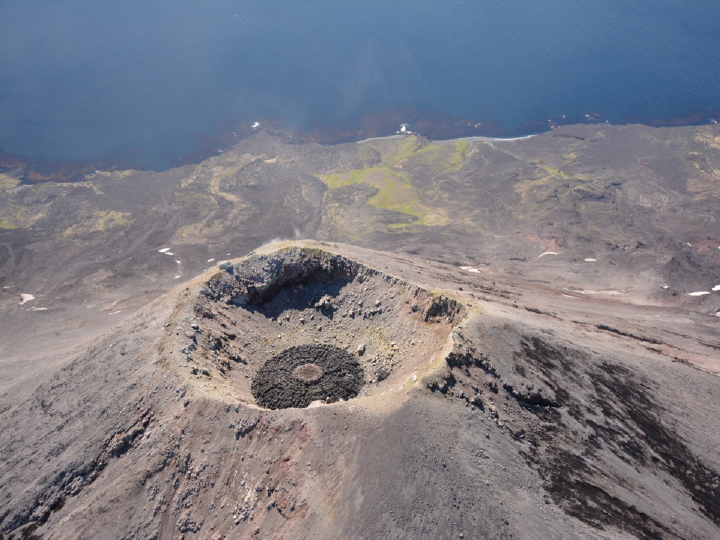
Vrchol sopky Mount Cleveland (2015)
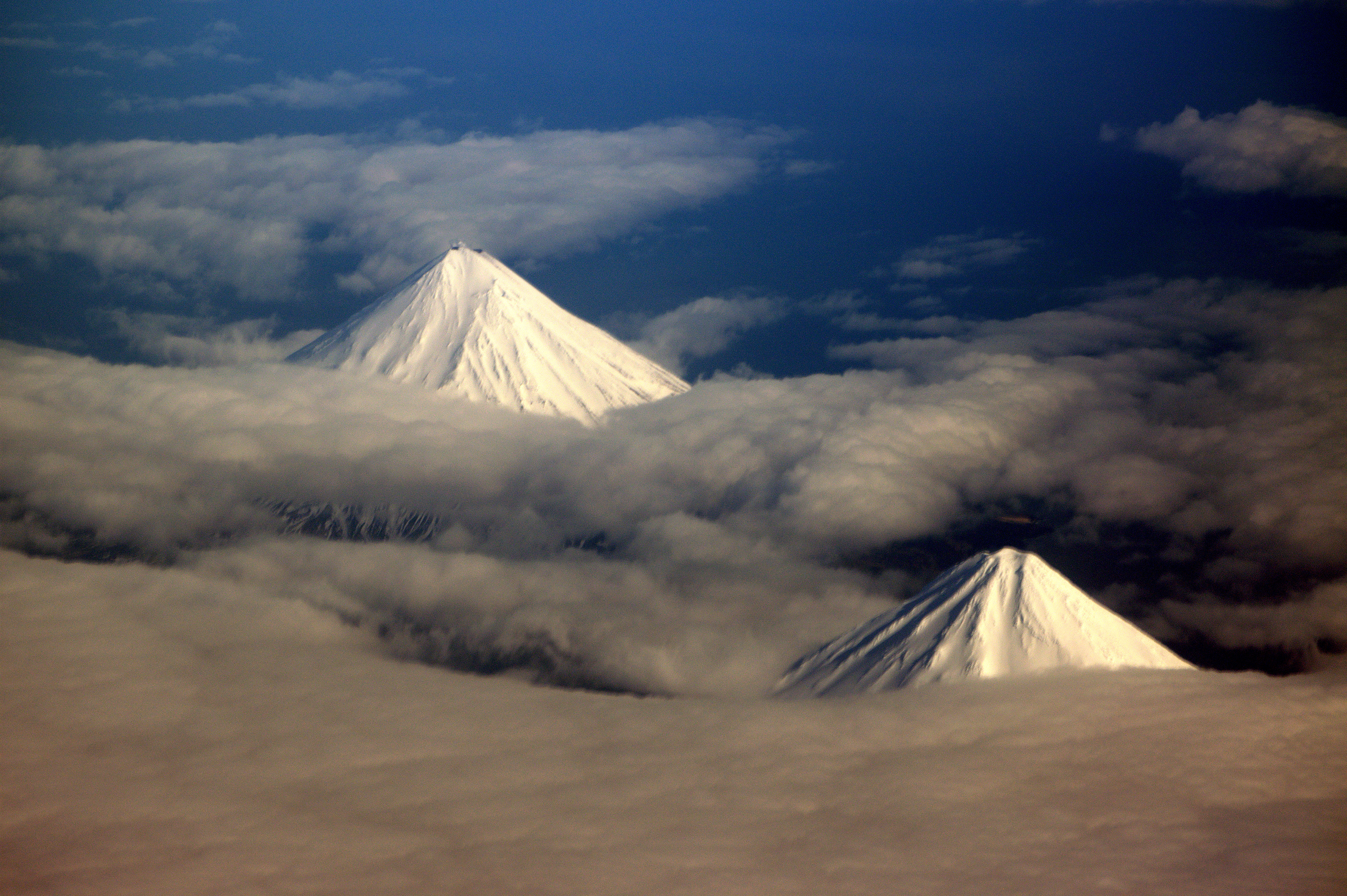
Pohled z výšky (2012)